# Anton Newcombe
Anton Alfred Newcombe (Newport Beach, 29 agosto 1967) è un cantante e polistrumentista statunitense, leader del gruppo musicale The Brian Jonestown Massacre.

## Musica
Oltre che col suo gruppo, Newcombe ha lavorato con varie band, fra le più importanti i Dandy Warhols e i Quarter After. Ha registrato e prodotto l'album dei Dead Meadow Got Live If You Want It. Nel 2013 ha collaborato con Asia Argento al suo album Total Entropy.

### The Brian Jonestown Massacre
Newcombe fondò i Brian Jonestown Massacre a San Francisco nel 1990. Nei suoi primi anni la band si avvalse della collaborazione di musicisti come Matt Hollywood, Jeffrey Davies, Joel Gion, Travis Threlkel, Patrick Straczek, Ricky Maymi, Brian Glaze, Elise Dye e Dean Taylor. Newcombe era l'autore della stragrande maggioranza delle canzoni, con la collaborazione di M. Hollywood fino a quando quest'ultimo, nel 1998, lasciò il gruppo, dopodiché il nome di Newcombe divenne praticamente sinonimo di BJM. Difatti Newcombe si occupa anche della produzione, post-produzione e del mixing dei dischi della band. Artista estremamente prolifico, ha composto ed inciso oltre 200 canzoni.

## Vita privata
Newcombe è padre di un bambino, nato dalla relazione con l'attrice Tricia Vessey.
Ha combattuto a lungo contro la dipendenza da droghe e alcool, i cui pesanti influssi sulla sua vita e sui suoi rapporti con gli altri sono ampiamente documentati nel film documentario Dig!. Attualmente Newcombe dichiara di non fare più uso di droghe, e di aver smesso di bere alcolici.